# GQ
GQ (oorspronkelijk Apparel Arts en later Gentlemen's Quarterly) is een Amerikaans internationaal maandblad voor mannen, gevestigd in New York en opgericht in 1931. De focus ligt op mode, stijl en cultuur voor mannen, met artikels over voeding, films, boeken, fitness, seks, muziek, reizen, sport, beroemdheden en technologie.

## Geschiedenis
Het tijdschrift Apparel Arts werd in 1931 in de Verenigde Staten opgericht. Het was een herenmodetijdschrift voor de kledinghandel, vooral gericht op groothandelaars en detailhandelaren. Aanvankelijk had het een zeer beperkte oplage en was het uitsluitend bedoeld voor insiders uit de industrie, zodat zij hun klanten advies konden geven. De populariteit van het tijdschrift onder particuliere klanten, die het tijdschrift vaak bij de detailhandelaren afhaalden, vormde de aanleiding voor de oprichting van het tijdschrift Esquire in 1933.
Apparel Arts ging door tot 1957, toen het werd omgevormd tot een driemaandelijks tijdschrift voor mannen. Na negen nummers werden in 1958 de woorden Apparel Arts uit de titel Apparel Arts - Gentlemen's Quarterly geschrapt en de nieuwe naam Gentlemen's Quarterly bleef over.
Gentlemen's Quarterly werd in 1967 omgedoopt tot GQ. In 1970 werd het aantal publicaties verhoogd van driemaandelijks naar maandelijks. In 1979 kocht Condé Nast de publicatie, en redacteur Art Cooper veranderde de koers van het tijdschrift door artikelen buiten de mode te introduceren en GQ op te richten als een algemeen mannenblad in concurrentie met Esquire.
Vervolgens werden internationale edities gelanceerd als regionale aanpassingen van de Amerikaanse redactionele formule. Jim Nelson werd in februari 2003 benoemd tot hoofdredacteur van GQ. Tijdens zijn ambtstermijn werkte hij als schrijver en als redacteur van verschillende door de National Magazine Award genomineerde stukken, en het tijdschrift werd meer gericht op jongere lezers en degenen die de voorkeur geven aan een meer informele stijl.
Nonnie Moore werd in 1984 door GQ aangenomen als mode-redacteur, nadat ze dezelfde functie had bekleed bij Mademoiselle en Harper's Bazaar. Jim Moore, de modedirecteur van het tijdschrift ten tijde van haar overlijden in 2009, beschreef de keuze voor haar als ongebruikelijk aangezien ze niet afkomstig was uit de herenmode. Jim Moore merkte ook op dat ze de meer casual uitstraling van de publicatie veranderde: "Ze hielp zowel de pagina's aankleden als de mannen aankleden, terwijl ze de mix spannender, gevarieerder en toegankelijker maakte voor mannen."
In 2016 lanceerde GQ de spin-off driemaandelijks GQ Style, onder leiding van de toenmalige stijlredacteur Will Welch, die later werd gepromoveerd tot creatief directeur van het tijdschrift.
In 2018 won Rachel Kaadzi Ghansah, schrijvend voor GQ, de Pulitzerprijs voor Feature Writing voor haar artikel over Dylann Roof, die negen Afro-Amerikanen had neergeschoten in een kerk in Charleston.
In 2020 lanceerde GQ zijn webwinkel en de eerste merchandise-drop. De GQ Shop-line-up is ontworpen door de redactie en art directors achter de GQ-website.

## Kritiek en controverses
De schrijver Mark Simpson bedacht de term metroseksualiteit in een artikel voor de Britse krant The Independent over zijn bezoek aan een GQ-tentoonstelling in Londen:
De promotie van metroseksualiteit werd overgelaten aan de mannenstijlpers, tijdschriften als The Face, GQ, Esquire, Arena en FHM, de nieuwe media die in de jaren tachtig van de grond kwamen en nog steeds groeien... Ze vulden hun tijdschriften met beelden van narcistische jonge mannen met modieuze kleding en accessoires. En ze overtuigden andere jonge mannen om ze te bestuderen met een mengeling van jaloezie en verlangen.

GQ wordt door The Spectator de "heilige tekst van het woke kapitaal" genoemd.

### Glee-controverse
In 2010 liet het tijdschrift GQ drie volwassen leden van de televisieshow Glee (Dianna Agron, Lea Michele en Cory Monteith) deelnemen aan een fotoshoot. De seksualisering van de actrices op de foto's veroorzaakte controverse onder ouders van tieners die naar de show kijken. De Parents Television Council was de eerste die reageerde op de fotoverspreiding toen deze uitlekte vóór de geplande publicatiedatum van GQ. Hun president Tim Winter bestempelde de foto's als bijna-pornografische vertoningen en vond ze ongeschikt voor gezinnen. De fotoshoot werd gepubliceerd zoals gepland en Dianna Agron verklaarde verder dat de foto's de grenzen verlegden, dat ze niet méér representeerden dan fotoshoots in andere tijdschriften; ook werd de vraag gesteld waarom bezorgde ouders hun minderjarige dochters eigenlijk een pikante uitgave van het volwassenentijdschrift GQ lieten lezen.

### Bomaanslagen op Russische appartementen
GQ's Amerikaanse tijdschrift publiceerde in september 2009 in de sectie "achtergrondverhaal" een artikel van Scott Anderson: "None Dare Call It Conspiracy". Voordat GQ het artikel publiceerde, noemde een interne e-mail van een advocaat van Condé Nast het "Vladimir Poetins duistere opkomst naar de macht". Het artikel rapporteerde Anderson's onderzoek naar de bomaanslagen op Russische appartementen in 1999, en bevatte interviews met Michail Trepaskjin die de bomaanslagen onderzocht terwijl hij kolonel was bij de Russische Federale Veiligheidsdienst.
Het verhaal, inclusief de eigen bevindingen van Trepashkin, was in tegenspraak met de officiële verklaring van de Russische regering over de bomaanslagen en bekritiseerde Vladimir Poetin, de president van Rusland.
Het management van Condé Nast probeerde het verhaal buiten Rusland te houden. Het beval leidinggevenden en redacteuren om deze uitgave niet in Rusland te verspreiden of aan "Russische regeringsfunctionarissen, journalisten of adverteerders" te laten zien. Het management besloot het verhaal niet te publiceren op de website van GQ of in de buitenlandse tijdschriften van Condé Nast, en vroeg Anderson het verhaal niet verder te verspreiden naar publicaties die in Rusland verschijnen.
De dag na de publicatie van het tijdschrift in de Verenigde Staten publiceerden bloggers echter de originele Engelse tekst en een vertaling in het Russisch op internet.

### Boekenlijst
Op 19 april 2018 publiceerde de redactie van GQ een artikel met de titel "21 boeken die u niet hoeft te lezen", waarin de redactie een lijst heeft samengesteld met werken die volgens hen overgewaardeerd zijn en moeten worden genegeerd, waaronder de Bijbel, The Catcher in the Rye, The Alchemist, Blood Meridian, A Farewell to Arms, The Old Man and the Sea, The Lord of the Rings en Catch-22. Het artikel veroorzaakte een hevige reactie onder internetcommentatoren.

### Foto retoucheren van Karol G
Op 6 april 2023 vertelde de Colombiaanse zangeres Karol G op sociale media dat de manier waarop GQ Mexico een foto van haar bewerkt had "respectloos" was.

## Man van het jaar
GQ begon in 1996 met het verkiezen van Mannen van het Jaar en vermeldde de winnaars in een speciale uitgave van het tijdschrift.
Het Britse GQ lanceerde zijn jaarlijkse Men of the Year-prijzen in 2009 en GQ India volgde met zijn versie in het jaar daarop. Het Spaanse GQ lanceerde zijn Men of the Year-prijzen in 2011 en GQ Australia lanceerde zijn versie in 2007.

## Circulatie
Het tijdschrift rapporteerde een gemiddelde wereldwijde betaalde oplage van 934.000 exemplaren in de eerste helft van 2019, een daling van 1,1% ten opzichte van de 944.549 in 2016 en 2,6% ten opzichte van de 958.926 in 2015.
Volgens het Audit Bureau of Circulations uit het Verenigd Koninkrijk had de Britse GQ een gemiddelde oplage van 103.087 in de eerste helft van 2019, een daling van 6,3% ten opzichte van de 110.063 in de tweede helft van 2018 en een daling van 10,3% ten opzichte van de 114.867 gedurende de tweede helft van 2013.